# 미셰우 테메르
미셰우 미게우 일리아스 테메르 룰리아(브라질 포르투갈어: Michel Miguel Elias Temer Lulia, 문화어: 미쉘 떼메르, 1940년 9월 23일~)는 브라질의 변호사 겸 정치인으로 소속 정당은 브라질 민주운동이다. 브라질의 대통령직을 역임하였다.
1925년에 브라질로 이주한 레바논계 마론 전례 가톨릭교도 가문 출신이다. 상파울루 대학교에서 법학사 학위를 받았으며 상파울루 가톨릭 주교 대학교에서 박사 학위를 받았다. 2010년 브라질 대통령 선거에서 노동자당 소속으로 출마한 지우마 호세프 후보의 러닝 메이트로 활동했고 2011년 1월 1일 브라질 민주운동 소속의 부통령으로 취임했다.
2016년 5월 12일 지우마 호세프 대통령이 브라질 상원으로부터 탄핵 심판에 들어가면서 직무가 정지된 뒤부터 대통령 권한대행을 맡았다. 또한 대통령 권한대행 자격으로서 2016년 8월 5일에 열린 2016년 리우데자네이루 하계 올림픽 개막식에 참석하여 개회 선언을 하였다. 2016년 8월 31일 지우마 호세프 대통령이 브라질 상원 의원의 투표를 통해 탄핵당하면서 정식으로 대통령직을 물려받았으며 2018년 12월 31일까지 재임했다.

## 사생활

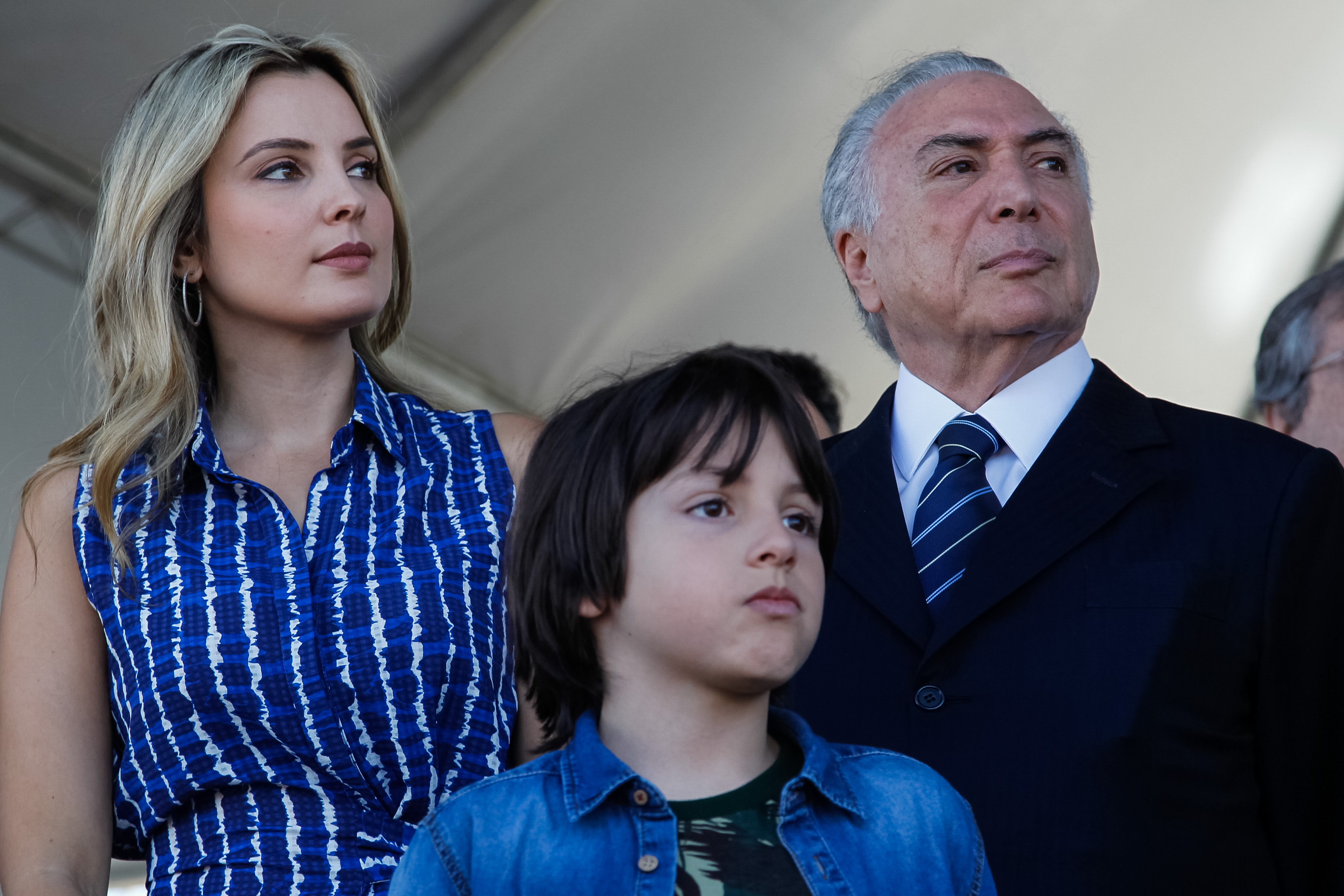
2017년 브라질리아 독립기념일 행사에 참석한 미셰우 테메르 가족.

마론파 교도인 부모에게서 자란 테메르는 자신이 로마 가톨릭 신자라고 말한다.
테메르와 그의 첫 번째 부인 마리아 셀리아 톨레도는 세 명의 딸을 두었다. 각각 루시아나 (1969), 마리스텔라 (1972), 그리고 클라리사 (1974)이다. 에두아르두 (1999년 런던 출생)의 아버지이기도 하다.
2002년, 마르셀라 테데스키(1983년생)는 브라질 민주운동당(PMDB)의 연례 정치 집회에 파울리니아 시 직원인 삼촌 제라우두와 동행했다. 그곳에서 마르셀라는 43세 연상의 정치인 미셰우 테메르를 만났다. 2003년 7월 26일 결혼식을 올렸다.
2009년 상파울루의 사립학교인 파디스프(Fadisp)에서 법학 학위를 받고 졸업했다. 인터뷰에서 마르셀라는 "미셰우지뉴"라는 별명으로 알려진 부부의 아들 미셰우의 출생 때문에 면허 시험을 본 적이 없다고 말했다.

## 역대 선거 결과
| 선거명      | 직책명          | 대수 | 정당             | 1차 득표율 | 1차 득표수   | 2차 득표율 | 2차 득표수   | 결과 | 당락 |
| ----------- | --------------- | ---- | ---------------- | ---------- | ------------ | ---------- | ------------ | ---- | ---- |
| 2010년 선거 | 브라질의 부통령 | 24대 | 브라질민주운동당 | 46.91%     | 47,651,434표 | 56.05%     | 55,752,529표 | 1위  |      |
| 2014년 선거 | 브라질의 부통령 | 24대 | 브라질민주운동당 | 41.59%     | 43,267,668표 | 51.64%     | 54,501,119표 | 1위  |      |

## 같이 보기
- 2014-2017년 브라질 경제 위기